# پاونار
پاونار، روستایی از توابع بخش مرکزی شهرستان سرپل ذهاب در استان کرمانشاه ایران است.

## جمعیت
این روستا در دهستان حومه‌سرپل قرار دارد و براساس سرشماری مرکز آمار ایران در سال ۱۳۸۵، جمعیت آن ۴۴۶ نفر (۱۰۲خانوار) بوده‌است.

## آثار تاریخی
از آثار تاریخی روستای پاونار می توان به حوض منیژه،آسیاب تنور و پاونار خواربنه اشاره کرد که در زمانهای قدیم مردم روستا در پاونار خوارینه (پایینی) سکونت داشته اند که بعد از جنگ تحمیلی به بالا دست نقل مکان کرده اند

## خانواده ها
در روستای پاونار خانواده های عزیزی،رستمی،محمدمرادی،روشنی،عسکری،شکربیگی،مرادی،محمدیان ،کشتمند،همتی و... با خوشی و خرمی در کنار هم مثل یک خانواده زندگی می کنند